# Misijska krunica
Misijska krunica potiče molitve za misije, za pravdu i za cijeli svijet.

## Misionari
Misionari i misionarke su izaslanici čija je zadaća donositi Evanđelje cijelom svijetu, posebno u pogledu promocije mira, pravde i zajedništva ljudi. Najveći misionar od postanka svijeta do dana današnjega je sv. Pavao. Sveta Mala Terezija, suzaštitnica misija, nikad nije išla u misije, no imala je žarku želju to učiniti. U tome ju je spriječila bolest te rana smrt. Također je mnogo molila za sve misionare, razasute po svijetu. Značajni misionari su, također, i sv. Franjo Ksaverski i Otac Damien. Neki od hrvatskih misionara su: don Ante Gabrić, fra Vjeko Ćurić, blažena Marija Petković, fra Filip Sučić i drugi. 

## Boje na krunici
Zrna krunice u različitim bojama simboliziraju napore misionara u cijeloj Crkvi, na svakom od pet kontinenata. Zrna svake desetice imaju različitu boju:
• zelena boja predstavlja Afriku,
• crvena boja predstavlja Ameriku,
• bijela boja predstavlja Europu,
• plava boja predstavlja Australiju i Oceaniju,
• žuta boja predstavlja Aziju.